# Тайрон Гілл
Тайрон Гілл (англ. Tyrone Hill, нар. 19 березня 1968, Цинциннаті, Огайо, США) — американський професіональний баскетболіст, що грав на позиції важкого форварда за низку команд НБА.

## Ігрова кар'єра
На університетському рівні грав за команду Ксав'єр (1986–1990). 
1990 року був обраний у першому раунді драфту НБА під загальним 11-м номером командою «Голден-Стейт Ворріорс». Захищав кольори команди з Окленда протягом наступних 3 сезонів.
З 1993 по 1997 рік грав у складі «Клівленд Кавальєрс». Граючи під керівництвом Майка Фрателло заслужив запрошення на матч усіх зірок НБА 1995 року.
1997 року перейшов до «Мілвокі Бакс», у складі якої провів наступні 2 сезони своєї кар'єри.
Наступною командою в кар'єрі гравця була «Філадельфія Севенті-Сіксерс», за яку він відіграв 2 сезони. 2001 року допоміг команді з Дікембе Мутомбо та Алленом Айверсоном у складі дійти до фіналу НБА, де «Філадельфія» програла «Лос-Анджелес Лейкерс».
З 2001 по 2003 рік грав у складі «Клівленд Кавальєрс».
2003 року повернувся до складу «Філадельфія Севенті-Сіксерс», де провів частину сезону.
Останньою ж командою в кар'єрі гравця стала «Маямі Гіт», до складу якої він приєднався 2003 року і за яку відіграв лише частину сезону.